# Valentia Island Vermouth
Valentia Island Vermouth is een destilleerderij op het Ierse eiland Valentia.  Het bedrijf werd gesticht door Anna en Orla Snook O’Carrol. De Ór vermouth wordt sinds 2018 geproduceerd, en wordt gemaakt met 20 botanicals (waaronder brem) uit Valentia en Spaanse verdejowijn.